# نادي الدجيل
نادي الدجيل الرياضي هو فريق كرة قدم عراقي مقره في الدجيل، صلاح الدين، يلعب في الدوري العراقي الدرجة الثانية.

## التاريخ
توقفت الأنشطة الرياضية في الدجيل بسبب مجزرة الدجيل في عام 1982، لكن بعد غزو العراق عام 2003 عاد نشاط النادي وتأسست الفرق الرياضية المختلفة بما في ذلك فريق كرة القدم.

## التاريخ الإداري
- ناطق حداد
- زاهد عبود
- أيوب يونس

## روابط خارجية
- نادي الدجيل على Goalzz.com
- أندية العراق - تواريخ التأسيس